# Scaptodrosophila neozelandica
Scaptodrosophila neozelandica är en tvåvingeart som först beskrevs av Harrison 1959.  Scaptodrosophila neozelandica ingår i släktet Scaptodrosophila och familjen daggflugor. Inga underarter finns listade i Catalogue of Life.